# Al-Sha'ab Hadramaut
El Al-Sha'ab Hadramaut (en árabe: شعب حضرموت‎) es un equipo de fútbol de Yemen que juega en la Liga Yemení, la liga de fútbol más importante del país.

## Historia
Fue fundado en el año 1972 en la ciudad de Al-Mukalla y nunca ha sido campeón de liga en su historia, aunque sí ha sido campeón de la Copa Presidente en 2 ocasiones en 3 finales jugadas y 1 Copa Unidad. 
A nivel internacional ha participado en 2 torneos continentales, donde nunca ha podido avanzar más allá de la Primera ronda.

## Palmarés
- Copa Presidente de Yemen: 2

2000, 2006
- - Finalista: 3

1996, 2003, 2008
- Copa Unidad: 1

2009

## Participación en competiciones de la AFC
- Copa de la AFC: 1 aparición

2008 - Fase de grupos
- Recopa de la AFC: 1 aparición

2002 - Primera ronda